# Шевелёвка (микрорайон, Курган)
Шевелёвка — жилой микрорайон в центральной части города Кургана (Россия), расположенный на левом берегу реки Тобол. До включения в состав города микрорайон являлся деревней с одноимённым названием в Первогалкинском сельсовете Мало-Чаусовской волости Курганского уезда Челябинской губернии.

## История

### Первое упоминание
Деревня Шевелёвка впервые упоминалась примерно в 1715 году.

### До вхождения в состав города
Про деревню в 1741 году было сказано: «расстоянием от Царева Городища в одной версте, обывательских дворов — 6, драгунских — 17, крепостного строения никакого не имеется».

### Дата вхождения в черту города
1928 год, 14 ноября — деревня Шевелёвка Первогалкинского сельсовета Мало-Чаусовской волости Курганского уезда Челябинской губернии официально вошла в состав города Кургана

### После присоединения к черте города

#### XX век
До 1980-х годов Шевелёвка в основном представляла собой частный сектор с непроходимыми в осеннюю слякоть грунтовыми улицами. Позже началась активная застройка микрорайона многоквартирными жилыми домами панельного и кирпичного типов.
Со временем в Шевелёвке развивалась инфраструктура:
В 1936 году был открыт стадион «Локомотив»
В 1964 году была основана детская стоматологическая поликлиника.
5 мая 1968 года по инициативе Управления культуры Курганского облисполкома начала свою работу Курганская областная детско-юношеская библиотека имени В. Ф. Потанина.
В 1969 году стал открытым пляж «Бабьи пески».
В 1972 году был торжественно открыт Центральный парк культуры и отдыха, а также в этом же году была открыта ГБУ «Курганская поликлиника № 2»
В период 1982 года открылись средняя общеобразовательная школа № 11, а также детский сад № 121 «Ромашка».
11 января 1990 года начал свою работу детский сад № 137 «Алиса», а в 1991 году детский сад № 41 «Дружная семейка»

#### XXI век
В Шевелёвке постепенно начали строиться современные многоквартирные жилые дома на месте старых заброшенных домов.
31 декабря 2009 года был открыт торгово-развлекательный центр «Пушкинский», став единственным ТРЦ в микрорайоне. Он был построен на месте бывших аварийных домов, жителей которых расселили.
6 июня 2011 года был торжественно открыт физкультурно оздоровительный комплекс (ФОК)
Сейчас в Шевелёвке на этапе строительства 17-ти этажный многоквартирный жилой дом, рядом с ним уже построен такой же дом, который не заселён уже несколько лет по причине незаконного строительства.

## Географическое расположение
Микрорайон расположен на левом берегу реки Тобол, в центральной части города Кургана. Находится в Центральном жилом районе.

### Прилегающие улицы
К Шевелёвке прилегают улицы: Криволапова, Карельцева, Пушкина, Максима Горького, Пушкина, 4-я Больничная, 5-я Больничная, 6-я Больничная, 7-я Больничная, 9-я Больничная, 10-я Больничная.

## Транспорт
Микрорайон обслуживается городскими автобусными маршрутами, связывающими Шевелёвку с остальными частями Кургана.
Также в микрорайоне работает паром, который связывает Шевелёвку с садоводческими товариществами на противоположном берегу реки.
Кроме того, в микрорайоне проходит Курганская детская железная дорога со станциями «Звёздочка», расположенной на дамбе, и «Пионерская», находящаяся в ЦПКиО.

## Образование и социальная инфраструктура

### Детские сады
- МБДОУ «Детский сад № 121 „Ромашка“»
- МБДОУ «Детский сад комбинированного вида № 137 „Алиса“»
- МБДОУ «Детский сад комбинированного вида № 41 „Дружная семейка“»

### Школа
- Муниципальное бюджетное общеобразовательное учреждение средняя общеобразовательная школа № 11

### Социальная инфраструктура
- Курганская областная детско-юношеская библиотека им. В. Ф. Потанина.

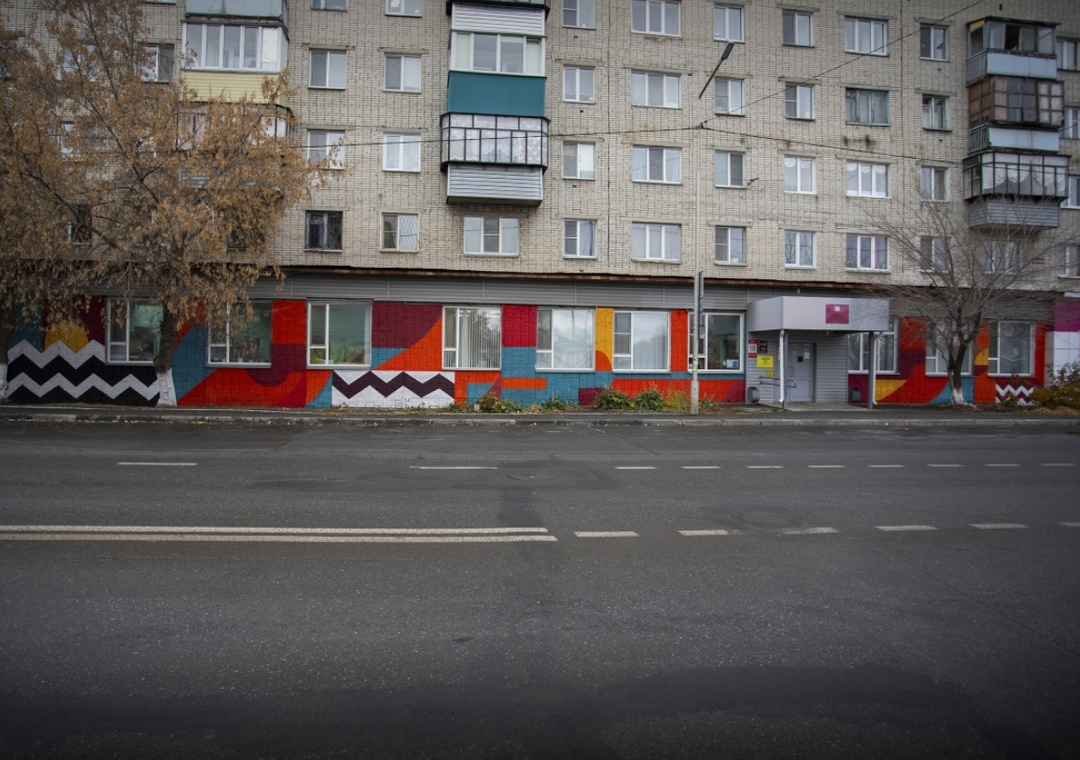

## Культурная, досуговая и спортивная инфраструктура

### Парки
- Центральный парк культуры и отдыха (ЦПКиО)

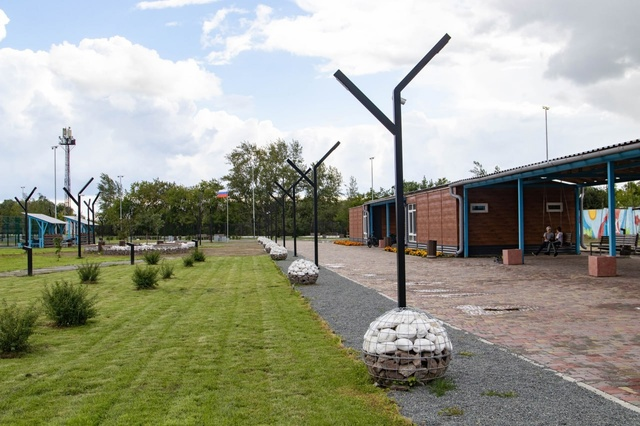

- Стадион-парк «Энергетик»

### Спорткомплексы
- Физкультурно-оздоровительный комплекс
- Теннисные корты
- Несколько спортплощадок в ЦПКиО

### Пляжно-набережная зона

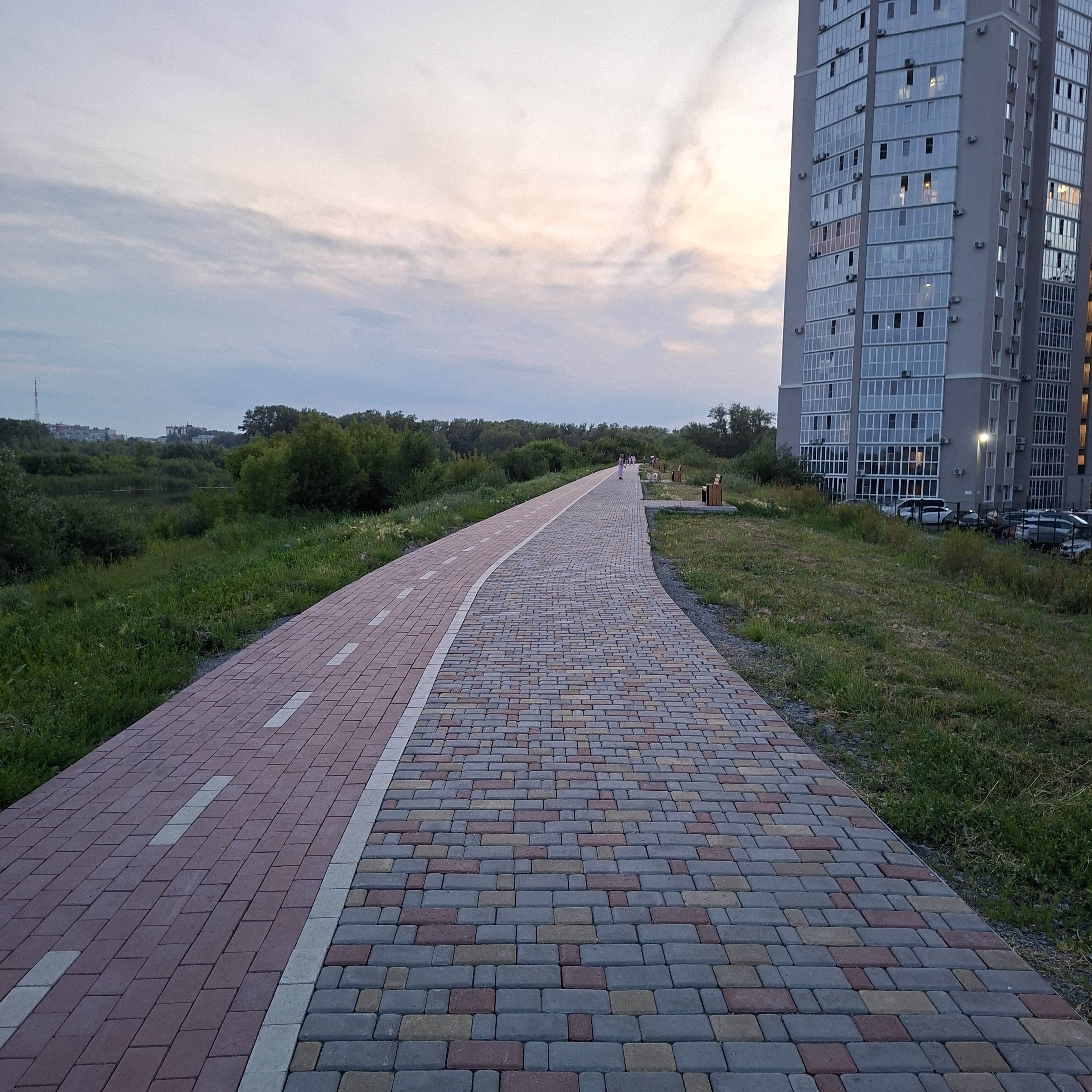

- Пляж «Бабьи пески»
- Набережная реки Тобол

### Памятники и жанровые скульптуры

#### Памятники и мемориалы
- Памятник Виктору Цою
- Мемориальная плита в честь встречи воинов-десантников
- Обелиск Победы

#### Жанровые скульптуры
- Нептун
- Чужой
- Мостик влюбленных
- Русалка
- Белки
- Трон из фильма «Игра престолов»

## Паводковая история
Микрорайон Шевелёвка расположен в низине, что делает его особенно уязвимым перед паводковыми водами. Геологические особенности территории, включающие глинистые почвы с низкой водопроницаемостью, усугубляют ситуацию. При обильных осадках вода не успевает впитываться в грунт и скапливается на поверхности.

### История паводков

#### 1941 год
Уровень воды в реке Тобол поднялся до отметки 9,6 метров. В результате затопления пострадала восточная часть города, включая:
- Затобольный посёлок
- Нефтебазу
- Базарную площадь
- Промышленные предприятия[17]

#### 1947 год
Наводнение достигло критического уровня в 10,87 метров. Вода затопила восточную часть города до улицы Пролетарской.

#### 1994 год
Город был объявлен зоной чрезвычайного положения. Официально зафиксированный максимальный уровень воды в Тоболе составил 10,7 метров, по неофициальным данным он был значительно выше. Некоторые части микрорайона были частично затоплены

#### 2024 год
В паводке 2024 года уровень воды в Тоболе достиг рекордных 1015 см за последние годы. Этот паводок является 2 по масштабу в истории. В Шевелёвке добровольцы и сотрудники МЧС России укрепляли дамбу мешками с песком.
Также продлевали дамбу песком до южной части забора стадион-парка «Энергетик»

## Современное состояние и перспективы
Шевелёвка — один из благополучных микрорайонов Кургана с развитой инфраструктурой: три детских садика, средняя общеобразовательная школа, детско-юношеская библиотека, современные парки, зоны досуга, физкультурно-оздоровительный комплекс, набережная, пляж, множество магазинов, торговый центр, салоны красоты, культурные и развлекательные места. Наблюдается активное обновление инженерной защиты от паводков. Район привлекателен для семейной жизни и считается одним из приоритетных в градостроительном развитии.